# دونگمن، شهرستان فوسوی
دونگمن، شهرستان فوسوی (به لاتین: Dongmen) یک شهرک در جمهوری خلق چین است که در شهرستان فوسوی واقع شده‌است. دونگمن ۳۷۸٫۲ کیلومتر مربع مساحت و ۴۴٬۰۰۰ نفر جمعیت دارد.